# Anders Eldebrink
Anders Eldebrink (* 11. Dezember 1960 in Morjärv) ist ein ehemaliger schwedischer Eishockeyspieler und derzeitiger -trainer. Eldebrink absolvierte 165 Spiele für das schwedische Nationalteam.

## Karriere
Seine Karriere begann Eldebrink, der jüngere Bruder von Leichtathlet Kenth Eldebrink, im Alter von 16 Jahren in der schwedischen Elitserien. Dort spielte er für Södertälje SK. Eldebrink gewann die Meisterschaft mit Södertälje im Jahre 1985. Im selben Jahr wurde er zum Spieler des Jahres gewählt und 1988 wie auch 1989 zum MVP. Nach einem zweijährigen Abstecher in die NHL mit den Vancouver Canucks und den Nordiques de Québec spielte Eldebrink in den Jahren 1990–1995 für den EHC Kloten, mit dem er 1993, 1994 und 1995 Schweizer Meister in der Nationalliga A wurde.

### International
International spielte er 1984 und 1987 beim Canada Cup für das schwedische Nationalteam und erreichte mit diesem 1984 das Finale des Wettbewerbs. Zudem war er 1987 bei der Eishockey-Weltmeisterschaft im Weltmeisterteam und 1988 beim Gewinn der Bronzemedaille an den Olympischen Spielen dabei. Eldebrink wurde 1989 ins World Championship All-Star Team gewählt.

### Als Trainer
Nach seiner Karriere als Spieler war Eldebrink zwischen 1998 und 2000 als General Manager von Södertälje SK tätig. Danach betreute er in der Saison 2002/2003 den Timrå IK als Assistenztrainer, bevor er 2004 zum Södertälje SK zurückkehrte und dort in gleicher Position arbeitete. Nachdem Wladimir Jursinow im Oktober 2004 bei den Kloten Flyers entlassen worden war, übernahm der Schwede den Trainerposten bei den Flyers. Als Assistenz-Trainer fungierte sein ehemaliger Teamkollege Felix Hollenstein. Während Eldebrinks siebenjähriger Amtszeit erreichten die Kloten Flyers stets die Playoffs sowie in den Jahren 2009 und 2011 die Vize-Meisterschaft in der National League A. Parallel dazu war er 2005 Assistenztrainer der schwedischen Nationalmannschaft.
Von Dezember 2012 bis März 2013 war er Trainer von AIK Ishockey und wechselte für die Playouts zurück in die Schweiz, zu den von der Relegation bedrohten Rapperswil-Jona Lakers. Nachdem er die Mannschaft vor dem Abstieg bewahrt hatte, unterschrieb Eldebrink unterschrieb einen Zwei-Jahres-Vertrag bis Saisonende 2014/15. Obwohl die Mannschaft auch in der folgenden Spielzeit nicht über den letzten Qualifikationsrang hinaus kam, wurde sein Kontrakt vorzeitig um ein weiteres Jahr bis Ende der Spielzeit 2015/16 verlängert. Im April 2015 wurde Eldebrink nach einer Niederlage gegen die SCL Tigers entlassen. Ab der Saison 2015/16 war Eldebrink beim Rögle BK in der Svenska Hockeyligan als Cheftrainer tätig, ehe er im November 2017 entlassen wurde.

## Erfolge und Auszeichnungen
- Guldpucken 1984/85
- Schwedisches All-Star-Team 1984, 1985, 1987, 1988, 1989
- Schwedischer Meister 1985 mit Södertälje SK
- Guldhjälmen 1987/88 und 1988/89
- Ausländer-All-Star-Team der NLA 1991/92 und 1992/93
- All-Star-Team der NLA 1992/93 und 1993/94
- All-Star-Team der NLA Playoffs 1992/93 und 1993/94
- Schweizer Meister 1993, 1994 und 1995 mit dem EHC Kloten

### International
- 1981 Silbermedaille bei der Weltmeisterschaft
- 1984 Silbermedaille beim Canada Cup
- 1986 Silbermedaille bei der Weltmeisterschaft
- Goldmedaille bei der Weltmeisterschaft 1987
- Bronzemedaille bei Olympia 1988
- All-Star-Team der Weltmeisterschaft 1989
- Goldmedaille bei der Europameisterschaft 1990
- 1990 Silbermedaille bei der Weltmeisterschaft